# Streptococcus pyogenes
Streptococcus pyogenes, denumit și  streptococ beta-hemolitic de grup A, este o bacterie Gram-pozitivă din genul Streptococcus. Este o bacterie aerotolerantă ce se prezintă sub formă de coci nesporulați și imobili. Este o bacterie patogenă (produce boli precum faringita și scarlatina), dar se regăsește și în microflora normală a pielii.

## Caracteristici
Denumirea pyogenes provine de la faptul că în infecțiile cu streptococ beta-hemolitic este caracteristică apariția puroiului (pyo - puroi), ca urmare a legării bacteriilor în lanțuri lungi. Principalul criteriu de diferențiere dintre Staphylococcus spp. și Streptococcus spp. este testul catalazei. Stafilococii sunt bacterii catalazo-pozitive, iar streptococii sunt bacterii catalazo-negative. S. pyogenes poate fi cultivat pe un mediu de cultură cu sânge, deoarece astfel se poate observa producerea hemolizei. În condiții ideale de viață, are o perioadă de incubație de 1 până la 3 zile.